# Uribe (Ceánuri)
Uribe es una entidad de población española del municipio de Ceánuri, perteneciente a la provincia de Vizcaya, en la comunidad autónoma del País Vasco. 

## Historia
Hacia mediados del siglo XIX, el lugar ya pertenecía a Ceánuri. Aparece descrito en el decimoquinto volumen del Diccionario geográfico-estadístico-histórico de España y sus posesiones de Ultramar de Pascual Madoz con las siguientes palabras:

URIBE: barrio en la prov. de Vizcaya, part. jud. de Durango, térm. de Ceanuri.
(Madoz, 1849, p. 227)

En 2022, tenía empadronados noventa habitantes.